# Dirt
Dirt er en kortfilm instrueret af Kerren Lumer-Klabbers efter manuskript af Mads Zaar Riisberg.

## Handling
En mand vågner forvirret op i en ørken. Han finder sig selv spændt fast og hægtet til en tikkende bombe.